# 皮千得
皮千得（韩文：피천득，1910年4月21日—2007年5月25日），韩国诗人和英国文学学者以及散文家。 

## 生平
皮千得生于首尔。皮千得畢業於沪江大学英语系。1946-1974年間擔任首爾大學教授。1954年应美国国务院邀请，皮千得赴哈佛大学学习英語文学。
皮千得的女儿是皮瑞英，女婿是罗曼·贾基夫。